# テンジン・ノルゲイ

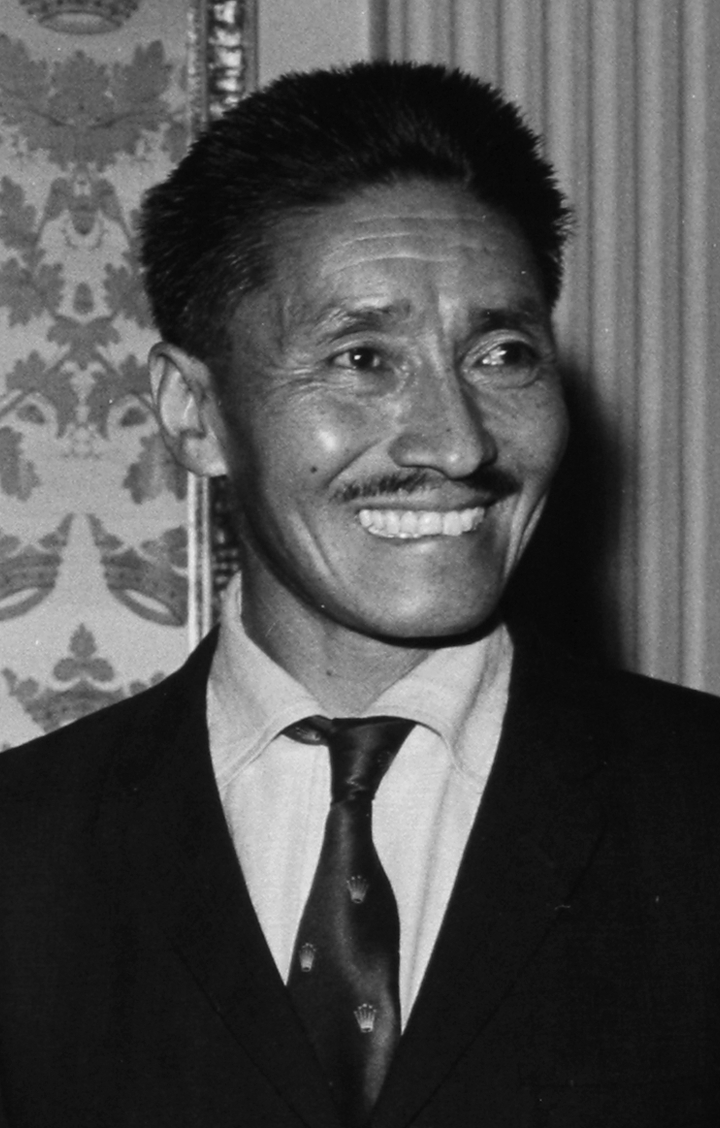
テンジン・ノルゲイ(1967年)

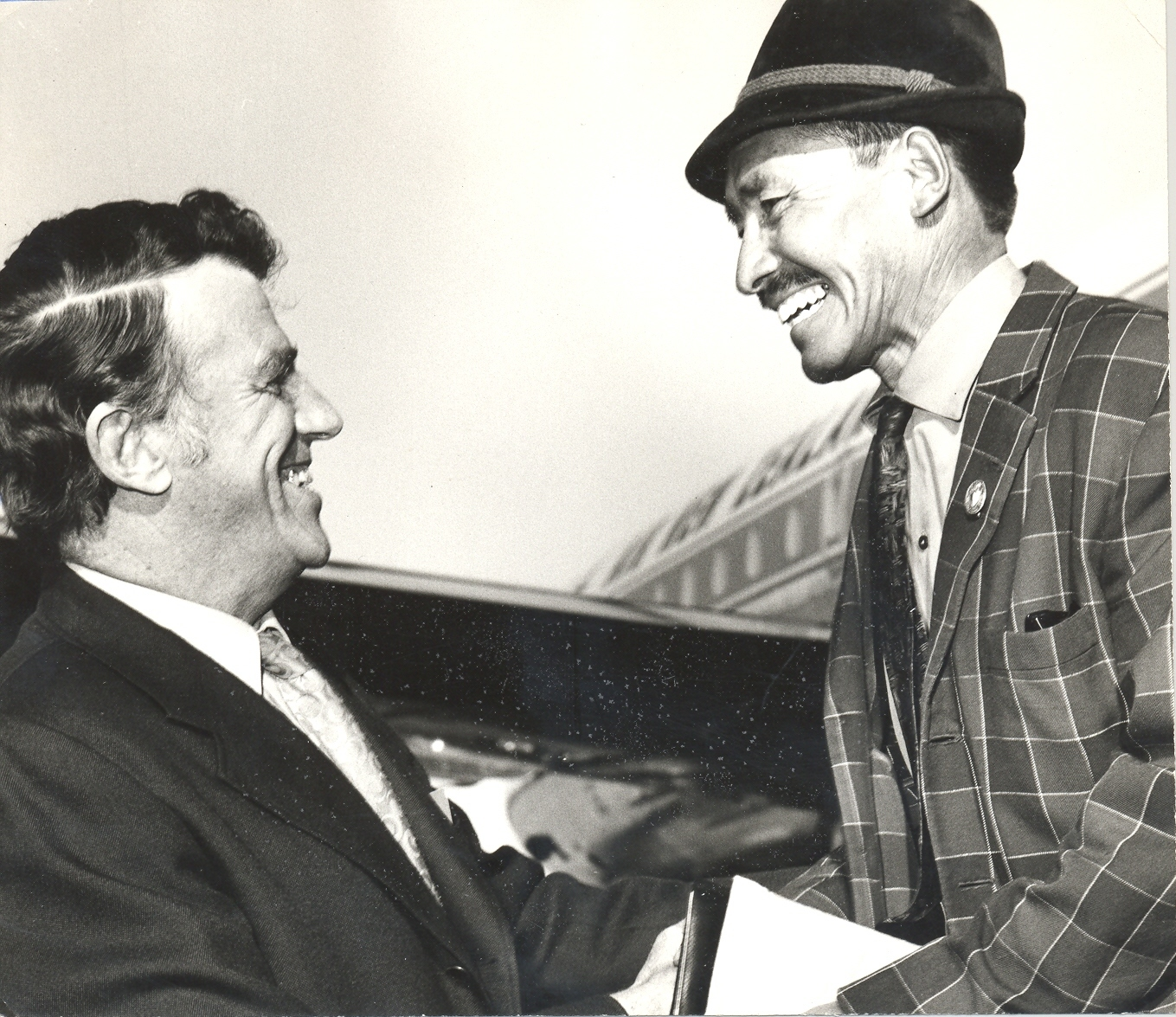
ヒラリー卿（左）と共に

テンジン・ノルゲイ（シェルパ語: བསྟན་འཛིན་ནོར་རྒྱས tendzin norgyé, 英語:Tenzing Norgay, 1914年5月29日? - 1986年5月9日）は、ネパール人シェルパである。エドモンド・ヒラリーとともに1953年5月29日にエベレストの人類初登頂を達成した。

## 若いころ
テンジンはエベレスト（サガルマータ、チョモランマ）山麓のネパール・クンブ地方の農民の家に育った。エベレスト登頂の頃より長く生地もここであったと広く信じられていたが、1990年代になって実際には現中国・チベット自治区内のツェチュで生まれたが、政治的理由により秘密に付されてきたと一部から主張されるようになった。
父ガング・ラ・ミングマ（Ghang La Mingma、1949年没）と母キンゾム（Kinzom、ノルゲイのエベレスト登頂時も生存）の間に13人兄弟の11番目（兄弟の多くは幼時に没）として生まれた彼はもともと「ナムギュル・ワンディ」（Namgyal Wangdi）と呼ばれていたが、幼少時にラマの勧めで「幸運」を意味する「ノルゲイ」に改名した。
彼の正確な出生日は不明であるが、天候や作物の様子から遅い5月であったと言われていたという。そして後に本人が、エベレスト登頂の記念日であった5月29日を誕生日とすることに決めたという（この説については議論あり。英語版ノート参照）。
少年時代、彼は2度家出をしてカトマンズに行き、やがてインド・西ベンガル州・ダージリンのトゥー・ソン・ブスティのシェルパコミュニティに居ついた。

## 登山
1930年代、彼はイギリス隊の3回のチベット北麓からのエベレスト挑戦に、高山で荷物を運ぶポーターとして参加した。またインド亜大陸のさまざまな登山に参加し、1940年代初頭には現在のパキスタンにあたる地域に住んでいたこともあった。本人の談によれば、彼の経験した最も困難な登山はナンダ・デヴィ西嶺で、多くの人が命を落としたという。
1947年、イギリス人アール・デンマン、シェルパのアンジェ・ダワとともにエベレスト登頂に挑戦したが失敗に終わる。3人はチベットに密入国して登山に挑んだが、高度6700メートル付近で強烈な嵐に見舞われ登頂を断念、無事に帰還した。
1952年、レイモンド・ランベール率いるスイス登山隊の2回の探検に同行した。これはエベレスト登頂に南麓のネパール側から本気で取り組んだ最初の登山で、当時の記録となる高度8,599メートルに到達した。
1953年5月29日、自身7度目のエベレスト挑戦としてテンジンはジョン・ハント卿探検隊に同行し、ヒラリーとともに初の登頂成功者となった。下山後はインド・ネパール双方から多くの賛辞を受け、一部からは文字通りブッダやシヴァ神の再来としてあがめられたという。二人は予想以上の歓迎に驚かされたという。この時、どちらが最初に頂上に足を乗せたのかは当時マスコミによって大きな話題となったが、二人はお互いに「同時」としか答えなかった。

## エベレスト登頂後

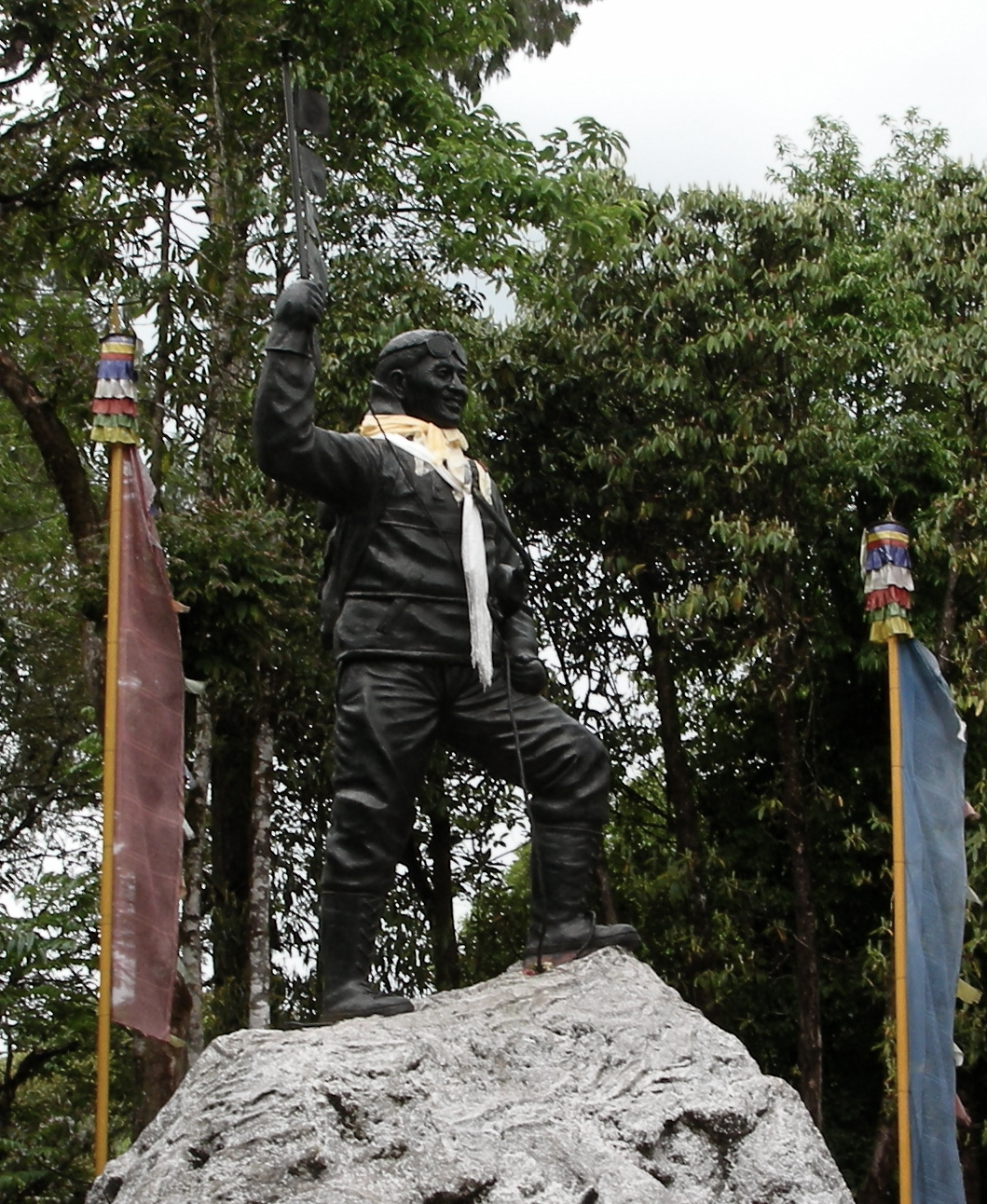
テンジン・ノルゲイ像

テンジンは後にダージリンのヒマラヤ登山協会の実地訓練監督に就任した。1978年にはヒマラヤでのトレッキングを提供するテンジン・ノルゲ・アドベンチャーズを創設、2003年現在、息子のジャムリングが経営している。ジャムリング自身も1996年にエベレスト登頂に成功している。
1963年に外務省の招聘により来日した。この時は、自分の名の音が日本語の「天神」と同じだと聞いて喜んだという逸話がある。1964年2月2日に日本山岳会の招きで来日したことがある。
テンジンは1986年、ダージリンにて死去した。葬儀にはヒラリーも駆けつけ私の古き友人へとメッセージを棺にそえた。

## 家族
テンジンは3度結婚している。
- 最初の妻、ダワ・プティは1944年に若くして没した。彼女との間には、息子ニマ・ドルジェ（4歳で没）と2人の娘、ニマとペム・ペムがいた。
- 2人目の妻は最初の妻のいとこのアング・ラハムであった。彼女との間には実子はなかったが、彼女は継子たちを養育した。3人目の妻とは2人目の妻の生存中に結婚しているが、これはシェルパの習慣として認められていた。
- 3人目の妻との間には息子・ジャムリングが生まれている。

他にも1953年のエベレスト探検隊に参加した甥のゴンブとトプゲイなどがいる。
- 孫のタシ・ワンチュク・テンジンは、2002年にエベレスト初登頂50周年を記念して、エドモンド・ヒラリーの息子のピーターと一緒にエベレストに登頂している。

## 著書
- J・R・アルマン記述、井上勇訳　『ヒマラヤの男』　紀伊国屋書店、1955年。
- マルコム・バーンズ記述、吉永定雄訳　『わが山エヴェレスト：テンジン自伝』　白水社、1979年。